# Ernst-Happel-Stadion
O Estádio Ernst-Happel é um estádio de futebol localizado em Viena, Áustria. É o maior estádio do país, com capacidade para 50.865 torcedores sentados.
Inaugurado em 1931 e até 1992 com o nome de Praterstadion, é a casa da Seleção Austríaca de Futebol e dos principais clubes do país em competições europeias, o FK Austria Wien e o SK Rapid Wien. 
Tendo capacidade de 50,8 mil, já é considerado Estádio 5 Estrelas pela UEFA.
Já recebeu em 4 oportunidades a final da Liga dos Campeões da UEFA (1964, 1987, 1990 e 1995) além da final da Eurocopa de 2008.
O nome é em homenagem ao jogador e técnico austríaco Ernst Happel, zagueiro da Áustria nos Mundiais de 1954 e 1958 e técnico dos Países Baixos em 1978.

## Finais da Liga dos Campeões da UEFA
- 1964: Inter de Milão 3 - 1 Real Madrid
- 1987: FC Porto 2 - 1 Bayern Munique
- 1990: AC Milan 1 - 0 Benfica
- 1995: Ajax 1 - 0 AC Milan